# Wielki Huragan w Nowej Anglii
Wielki Huragan w Nowej Anglii (ang. New England Hurricane of 1938, Great New England Hurricane, Yankee Clipper, Long Island Express, The Great Hurricane of 1938) – pierwszy wielki huragan w Nowej Anglii od 1869 roku. Uformował się u wybrzeży Afryki we wrześniu 1938 roku, stając się huraganem kategorii piątej w skali Saffira-Simpsona, a w chwili wyjścia na ląd 21 września kategorii trzeciej. Szacuje, że spowodował między 682 i 800 zgonów, uszkodził lub zniszczył ponad 57 000 domów i spowodował straty w wysokości około 306 mln dolarów (4,7 mld według cen stałych z roku 2009). Jest to najmocniejszy, najbardziej kosztowny i najbardziej śmiercionośny huragan w historii Nowej Anglii.